# Takeshi Sasaki

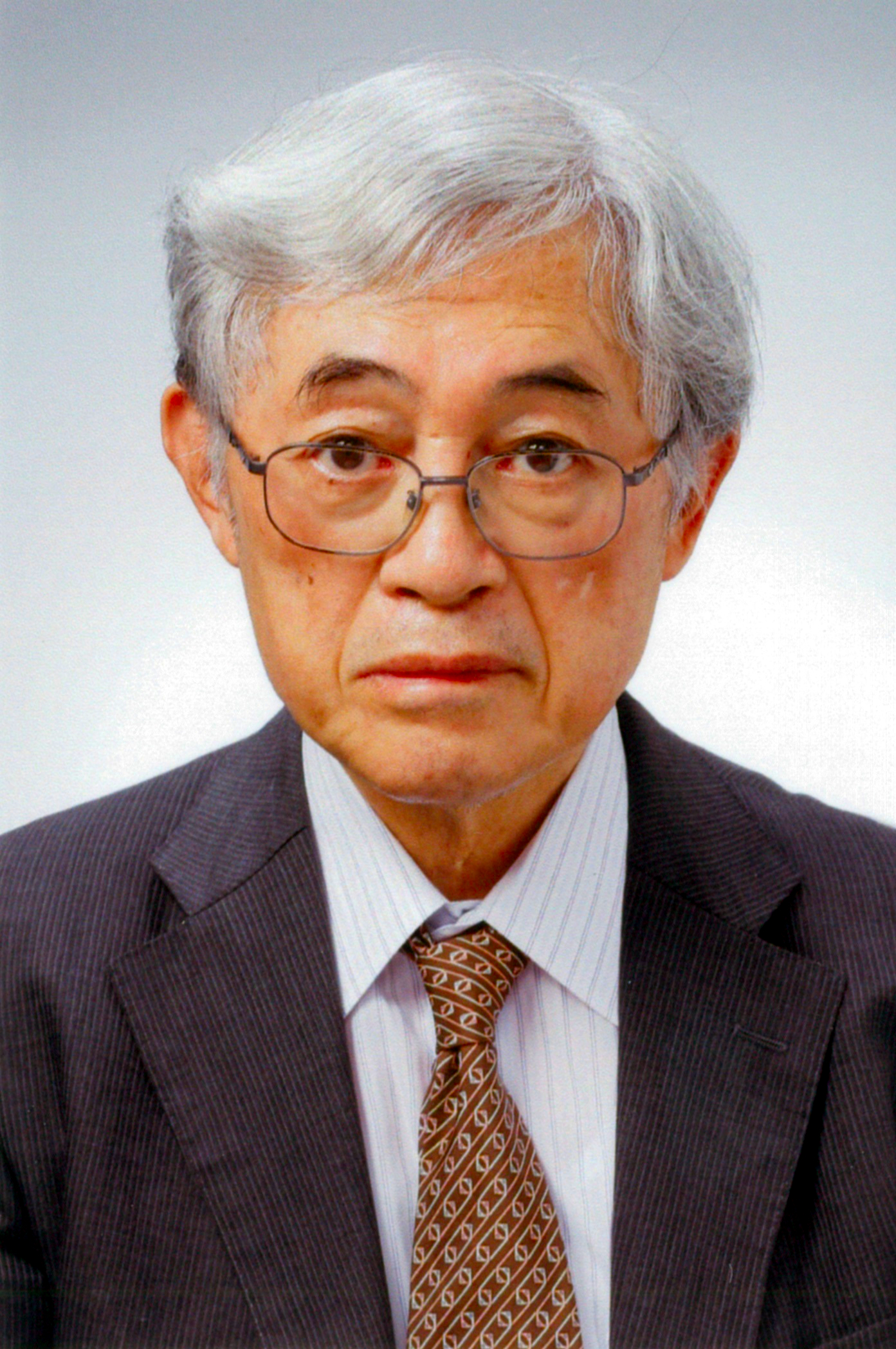
Takeshi Sasaki

Takeshi Sasaki (japanisch 佐々木 毅, Sasaki Takeshi; geb. 15. Juli 1942 in Sen’ya in der Präfektur Akita) ist ein japanischer Politikwissenschaftler.

## Leben und Werk
Takeshi Sasaki machte 1965 seinen Studienabschluss im Fach Jura an der Universität Tōkyō und wurde anschließende als Assistent eingestellt. 1968 wurde er zum Assistenzprofessor ernannt, 1978 zum Professor an seiner Alma Mater. 2001 wurde er Präsident der Universität. Nach seinem Ausscheiden 2005 als „Meiyo Kyōju“ übernahm er eine Professur an der Gakushūin-Universität. 2011 wurde er Mitglied der Akademie der Wissenschaften. Sasaki war unter anderem Vorsitzender der „Gakushikai“ (学士会), der Vereinigung von Akademikern der ehemaligen „Kaiserlichen Universitäten“ Japans.
2015 wurde Sasaki als Person mit besonderen kulturellen Verdiensten geehrt und 2019 mit dem Kulturorden ausgezeichnet. 2004 wurde er zum korrespondierenden Mitglied der British Academy gewählt.
Sasakis Spezialgebiet ist die Geschichte der europäischen Ideen zur Politik. Er äußerte sich vielfach kritisch gegenüber der konservativen Politik in den USA und in Japan. Zu seinen Schriften gehören:
- „Makiaberri no seiji shisō“ (マキアヴェッリの政治思想) – „Politische Ideen des Machiavelli“, 1970
- „Shuken – teikōken – kan’yō“ (主権・抵抗権・寛容) – „Hoheitsrecht – Widerstandsrecht – Toleranz“, 1973
- „Ima seiji ni nanika kanōka“ (いま政治に何が可能か) – „Was kann Politik jetzt bewirken?“, 1987
- „Puraton no jubaku“ (プラトンの呪縛) – „Platons Zauber“, 2000
- „Seiji no seishin“ (政治の精神) – „Das Wesen der Politik“, 2009